# Lago Ballivián
O Lago Ballivián foi um extenso mar interior que existia até o fim da era do Pleistoceno. Abrangeu o que é agora o planalto andino. Seu litoral era cerca de 45 metros acima do nível atual do Lago Titicaca. À medida que seu nível foi reduzido, dois lagos menores foram formados: Lago Titicaca, na fronteira Peru/Bolívia e Lago Minchin, cujos restos são hoje o Lago Poopó e o Salar de Uyuni.